# 台灣日語
台灣日語，或稱台式日語，是台灣於日治時期與戰後初期所流通的日本語，在當時作為通用語使用，日治時期的臺灣日語又稱台灣國語。在發音上帶有台灣話的聲調特色，亦受到九州方言等日語方言的強烈影響。目前，日語對台灣人而言，已成為外國語言。然而台灣原住民族諸語以及臺灣漢語均獲得相當數量日語的借詞，甚至出現寒溪語等混合語言。

## 歷史

### 日治時期
1895年7月，日本治台初期，在台北、基隆、宜蘭、新竹等地已設有芝山巖學堂（今台北教育大學）、基隆學校、明治語學校、竹城學館等以台灣人為對象教授日語的學校。1896年3月31日，台灣總督府頒布〈台灣總督府直轄諸學校官制〉，除在北部設立1所國語學校，並在各地設立14所國語傳習所（後來增至16所），成為早期台灣日語教育的教學機關。國語傳習所設立之初，是由地方仕紳、總理、街庄長等有名望人士來推廣，也以公費名額鼓勵民眾就讀。然而，起初台灣社會仍然沿襲以漢文為主的教育傳統。1897年10月，總督府修訂國語傳習所之規則，增加漢文教育，並聘請私塾教師來傳習所教授。1898年，台灣總督府頒布〈台灣公學校令〉，規定以地方經費開設六年制公學校取代國語傳習所。

### 戰後時期
1946年，中華民國在台設立台灣省行政長官公署，要求學校勿再使用日語作為教授語言。1951年，台灣省政府教育廳針對中等學校提出禁止以日語及方言作為教授語言的行政命令。
1980至1990年代，《台灣萬葉集》出版，乃一系列由戰前出生世代的台灣文學家所著之日語短歌集。2000年代，台灣境內學習日語人口達20餘萬，就比例而言為世界第3。

## 語音特色
台灣日語在聲調高低以及詞尾喉塞音的表現上，因簡化了標準日語而有顯著的不同。
根據宇井音的〈臺灣人國語發音轉訛圖〉，本島人對日語的發音有以下的現象：
| 易訛音          | 訛為                        | 詞例（標準語↔台灣日語） | 附註               |
| --------------- | --------------------------- | ----------------------- | ------------------ |
| カ行音（k-）    | ハ行音（h-）                |                         |                    |
| ツァ行音（ts-） | タ行音（t-）                |                         |                    |
| ツァ行音（ts-） | チャ行音（ch-）             | （tsuki）↔（chuki）     |                    |
| シャ行音（sh-） | サ行音（s-）                | （shumi）↔（sumi）      |                    |
| ザ行音（z-）    | ジャ行音（j-）              | （kaze）↔（kaje）       |                    |
| ジャ行音（j-）  | ニャ行音（ny-）             | （nijū）↔（ninyu）      |                    |
| ナ行音（n-）    | ダ行音（d-）                |                         |                    |
| ラ行音（r-）    | 台灣各語言的l               |                         |                    |
| ダ行音（d-）    | ラ行音（r-）、台灣各語言的l |                         |                    |
| ナ行音（n-）    | ラ行音（r-）、台灣各語言的l |                         |                    |
| ザ行音（z-）    | ラ行音（r-）、台灣各語言的l |                         |                    |
| ハ行音（h-）    | ア行音（∅-）                | （hosoi）↔（osoi）      |                    |
| 拗音、長拗音    | 直音、短拗音                | （kyūri）↔（kyuri）     |                    |
| 促音            | 直音                        | （katte）↔（kate）      | 促音消失或增加促音 |
| 長母音          | 短母音                      | （isshō）↔（issho）     |                    |
| 鼻音ン（-n）    | 無鼻音                      | （onna）↔（ona）        |                    |
| 無鼻音          | 鼻音ン（-n                  | （enogu）↔（ennogu）    |                    |

| 易訛音     | 易訛音     |
| ---------- | ---------- |
| イ段（-i） | ウ段（-u） |
| イ段（-i） | エ段（-e） |
| ウ段（-u） | オ段（-o） |

| 易訛音         | 訛為            | 詞例（標準語↔台灣日語） | 附註                                            |
| -------------- | --------------- | ----------------------- | ----------------------------------------------- |
| ザ行音（z-）   | ツァ行音（ts-） | （kuzu）↔（kutsu）      | 多數台灣客家語沒有濁音z，故以不送氣清音ㄗ替代。 |
| ザ行音（z-）   | サ行音（s-）    |                         | 多數台灣客家語沒有濁音z，故以同位清音s替代。    |
| ジャ行音（j-） | シャ行音（sh-） | （jashin）↔（shashin）  | 多數台灣客家語沒有濁音j，故以清音sh替代。       |
| ジャ行音（j-） | チャ行音（ch-） | （ja）↔（cha）          | 多數台灣客家語沒有濁音j，故以同位清音ch替代。   |
| ジャ行音（j-） | ヤ行音（y-）    | （jama）↔（yama）       | 多數台灣客家語沒有濁音j，故以濁音y替代。        |
| ダ行音（d-）   | タ行音（t-）    |                         | 多數台灣客家語沒有濁音d，故以不送氣清音ㄉ替代。 |
| 二行音（n-）   | ガ行音（ng-）   |                         | 顎化                                            |
| バ行音（b-）   | パ行音（p-）    |                         | 多數台灣客家語沒有濁音b，故以不送氣清音ㄅ替代。 |
| （wa）         | （va）          |                         |                                                 |

## 相關資料
- 簡月真. . 明治書院. 2011. ISBN 978-4625434464.
- 安田敏朗. . 人文書院. 2011. ISBN 978-4409041024.